# 佛貝托爾
佛貝托爾（希臘語：Φοβητώρ，字面意思为“可怕的”）是希臘神話中的夢神之一。他的别名是伊刻洛斯（ἴκελος，意为“相似”）。
根據《神譜》所述，诸夢神（希臘語：Ὄνειροι，拉丁語：Somnia）是夜晚神倪克斯所生。而奧維德的《變形記》則說是睡神索姆努斯（拉丁語：Somnus，希臘人称为许普诺斯）的三千位夢神兒子之中的一位。
[俄尼里伊（Onirii）/奧涅伊洛斯（Oneiros）：希臘神話中的夢囈神族（三千夢神）]
芳塔索斯、摩耳甫斯為其兄弟。

根據奧維德的描述，佛貝托爾能随意变成各种飛禽走獸的样子。天神稱他伊刻洛斯，佛貝托爾是凡人称呼他的名字。這是一句雙關語，因為奧維德將形容詞擬人化，所以原義應該是說天神稱他（模仿的）“很像”，凡人叫他（的扮相）“很嚇人”。天神稱…，凡人叫…，這用法是奧維德模仿荷馬史詩的詩法。天神時常把人變成花木獸魚等物，所以非常注重"像不像"，但凡人卻常被天神變形而覺得非常不可思議，所以"很嚇人"。

## 字源
Ἴκελος是從是從變形記原書裡的拉丁文Icelos改寫的希臘語。來自於形容詞ἴκελος／εἴκελος"似像、類似，源自於動詞εἴκω"像…、喜歡…、似乎"。
Φοβητώρ是從是從變形記原書裡的拉丁文Phobetor改寫的希臘語。來自於形容詞φοβητός"害怕、恐懼"，源自名詞φόβος"害怕、恐懼"，字根為動詞φοβέω"感到恐懼、驚慌"。英語以phob-／-phob為字首或詞綴的字都有"害怕、恐懼"的意思，如phobic"恐怖症的"、phobia"恐懼症；懼怕"